# Alia Toukan
Alia Al-Hussein (en árabe: علياء الحسين‎, nacida Alia Bahauddin Toukan (علياء بهاء الدين طوقان); 25 de diciembre de 1948 – 9 de febrero de 1977) fue la tercera esposa del rey Huséin I y por lo tanto, la reina consorte de Jordania desde su matrimonio en 1972 hasta su fallecimiento en 1977. 

## Biografía

### Primeros años
Nacida el 25 de diciembre de 1948 en el Cairo, Egipto, como la hija de Bahauddin Toukan y su esposa Hanan Hashim. Su madre, ama de casa, era sobrina de Ibrahim Hashem Pasha, y su padre era un diplomático. En el tiempo del nacimiento de Alia, su padre era el embajador de Jordania en la Corte de St James's (Reino Unido), Italia, Turquía y Egipto al mismo tiempo. Toukan, un confidente cercano del rey Abdullah I de Jordania, había ayudado anteriormente en escribir la Constitución jordana en 1952, y había servido como el primer Embajador de Jordania a la Organización de las Naciones Unidas.

### Educación
Se educó en el Centro de Artes Liberales de Roma de la Universidad Loyola de Chicago. Estudió ciencias políticas con especialización en psicología social y relaciones públicas en Hunter College de Nueva York. En 1971, se estableció en Jordania, donde trabajó para la Royal Jordanian Airlines. El rey Huseín, nieto de Abdullah I, le pidió que supervisara los preparativos del primer Festival Internacional de Esquí Acuático celebrado en la ciudad costera de Aqaba en septiembre de 1972.

## Matrimonio y descendencia
Alia se casó con el rey Huseín en una ceremonia privada en la casa de su padre, sin la presencia de ningún otro miembro de la familia real, el 24 de diciembre de 1972, 3 días después de que el rey se divorciara de su segunda esposa, la princesa Muna; recibió el título de Reina Alia Al Hussein. 
El matrimonio tuvo dos hijosː
- Haya (n. 3 de mayo de 1974)
- Ali (n. 23 de diciembre de 1975).

Asimismo, el matrimonio adoptó a Abir, una joven palestina cuya madre había muerto en un accidente de avión en un campo de refugiados cerca del aeropuerto de Amán.

## Reina de Jordania
La reina Alia fue una portavoz de los derechos de la mujer. Abogó por el sufragio femenino y el derecho de las mujeres de poder ser elegidas para el parlamento. En abril de 1974 se promulgó una ley que otorgaba este derecho a la mujer; sin embargo, la suspensión de la vida parlamentaria en Jordania impidió su implementación hasta 1989.

## Fallecimiento y legado
La reina Alia falleció a la edad de 28 años, el 9 de febrero de 1977 en un accidente de helicóptero en Amán, mientras regresaba de un viaje de inspección al Hospital Talifa, en el sur de Jordania. El anuncio fue realizado por su esposo en un mensaje radial, y quien a su vez, declaró siete días de luto nacional. El principal aeropuerto de la capital jordana, que fue construido en 1983, fue nombrado en su honor.

## Títulos y tratamientos
| ● 25 de diciembre de 1948-24 de diciembre de 1972: | Señorita Alia Baha ad-din Toukan |
| ● 24 de diciembre de 1972-9 de febrero de 1977:    | Su majestad la reina de Jordania |

## Honores

### Nacionales
- Caballero Gran Cordón con Collar de la Orden de al-Hussein bin Ali (24/12/1972).
- Caballero Gran Cordón de la Orden Suprema del Renacimiento, Clase Especial (24/12/1972).

### Extranjeras
- Miembro de la Orden de Gabriela Silang (República de Filipinas, 01/03/1976).[10]
- Dama Gran Cordón de la Orden de la Preciosa Corona (Estado de Japón, 03/03/1976).[11]
- Gran Estrella de Honor por Servicios a la República de Austria (República of Austria, 15/06/1976).[12][13]

| Predecesor: Toni Avril Gardiner | Reina consorte de Jordania 24 de diciembre de 1972 - 9 de febrero de 1977 | Sucesor: Elizabeth Najeeb Halaby |